# Arteria cerebellare superiore
L'arteria cerebellare superiore (SCA) insieme alla arteria cerebellare posteriore inferiore (PICA) ed alla arteria cerebellare inferiore anteriore (AICA)  è uno dei tre principali vasi che riforniscono di sangue arterioso il cervelletto.

## Decorso
L'arteria cerebellare superiore sorge in prossimità della terminazione dell'arteria basilare, appena prima della sua biforcazione e che si formino le arterie cerebrali posteriori. Immediatamente si sposta lateralmente, subito al di sotto del nervo oculomotore, che la separa dall'arteria cerebrale posteriore, gira attorno al tronco cerebrale, vicino al nervo trocleare, per raggiungere la fessura cerebello-mesencefalica giungendo alla superficie superiore del cervelletto, e dividendosi in rami che si ramificano nella pia mater e si anastomizzano con quelli della arteria cerebellare inferiore anteriore (AICA) e posteriore (PICA).
In una percentuale di soggetti compresa tra il 12% e il 14% l'arteria, una volta originatasi, può andare a duplicarsi.

## Rami
Diversi rami dell'arteria vascolarizzano parte del tronco cerebrale (e in particolare il ponte), la ghiandola pineale, il velo midollare superiore del cervelletto, la tela corioidea del terzo ventricolo.

## Significato clinico
L'arteria cerebellare superiore è frequentemente causa di nevralgia del trigemino, in quanto viene a comprimere il nervo trigemino, causando un dolore lancinante nella distribuzione di questo nervo sul volto del paziente. Tuttavia, all'autopsia, si è notato che il 50% delle persone senza nevralgia del trigemino presenta comunque una compressione vascolare del nervo.